# Gornji Dejan
Gornji Dejan (cyr. Горњи Дејан) – wieś w Serbii, w okręgu jablanickim, w gminie Vlasotince. W 2011 roku liczyła 100 mieszkańców.